# Corjăuți, Botoșani
Corjăuți este un sat în comuna Hilișeu-Horia din județul Botoșani, Moldova, România.
Biserica din satul Corjăuți, parohia Hilișeu-Crișan a fost construită în anul 1813 în următoarele împrejurări: între anii 1811-1813, Ioniță Bașotă ridică în satul Pomîrla, unde își avea conacul, o biserică nouă din zid. Bisericuța din lemn, ctitorită de C. Bașotă, este cerută de locuitorii satelor Corjăuți și Hliboca, ambele situație pe moșia Bașotă. Iscându-se ceartă între aceste două sate cu privire la biserica de lemn, proprietarul de atunci Ioniță Bașotă, are cuvânt hotărâtor și poruncește ca de îndată corjăuțenii să-și ridice biserica. Aceștia, în mare grabă, desfac biserica și în timpul nopții o transportă la Corjăuți, unde o reclădesc. Temelia și soclul acestei biserici sunt din piatră, pereții din bârne de stejar, iar acoperișul inițial din draniță care deteriorându-se a fost înlocuit cu tablă neagră.
Din cele relatate rezultă că această biserică este ctitoria familiei Bașotă din Pomîrla.
Ca formă arhitecturală această biserică face parte din tipul bisericilor de lemn moldovenești, construcții făcute din fugă în epoca decadenței. Acoperișul este în formă de șarpantă. Pridvorul de formă pătrată cu latura de 4,70m, iluminat de o singură fereastră în partea de apus, despărțit de restul bisericii printr-un perete de scândură cu o deschidere arcuită.
Naosul are forma pătrată cu latura de 6 m, iluminat de trei ferestre, două spre sud și una spre nord, de formă dreptunghiulară cu dimensiunile de 60/30cm. Bolta naosului are forma de sabie întoarsă și căptușită cu scânduri ca și pereții interiori ai bisericii. Altarul are forma semicirculară cu raza de 5m despărțit de naos prin catapeteasmă și înălțat cu o treaptă, iar în partea de răsărit prevăzut cu o fereastră de aceeași formă și dimensiuni ca și cea din naos. Biserica este în general lipsită de elemente decorative. Nu se cunoaște numele arhitectului care a făcut planul acestei construcții. Scheletul catapetesmei este din lemn de tei, făcut pentru trei rânduri de icoane și portal. Catapeteasma este făcută înaintea de anul 1800 și se presupune că este de aceeași vechime cu biserica. Icoanele de pe catapeteasmă sunt făcute din lemn de tei, pictate în stil bizantin, corect executate și bine conservate. Nu se cunoaște numele pictorului care a executat aceste picturi. Toate icoanele sunt încadrate în rame simple și poleite.
Ușile împărătești sunt sculptate în frunze și ramuri poleite.